# Donja Trnava, Topola
Donja Trnava (izvirno srbsko Доња Трнава) je naselje v Srbiji, ki upravno spada pod Občino Topola; slednja pa je del Šumadijskega upravnega okraja.

## Demografija
V naselju živi 767 polnoletnih prebivalcev, pri čemer je njihova povprečna starost 44,3 let (43,1 pri moških in 45,6 pri ženskah). Naselje ima 234 gospodinjstev, pri čemer je povprečno število članov na gospodinjstvo 3,94.
To naselje je, glede na rezultate popisa iz leta 2002, večinoma srbsko.
|  |

| Demografija | Demografija     | Demografija     |
| Leto        | Št. prebivalcev | Št. prebivalcev |
| ----------- | --------------- | --------------- |
|             |                 |                 |
|             |                 |                 |
|             |                 |                 |
|             |                 |                 |
| 1948        | 1441            |                 |
| 1953        | 1466            |                 |
| 1961        | 1348            |                 |
| 1971        | 1243            |                 |
| 1981        | 1146            |                 |
| 1991        | 1076            | 1056            |
| 2002        | 943             | 921             |
|             |                 |                 |

| Etnična sestava po popisu iz leta 2002 | Etnična sestava po popisu iz leta 2002 | Etnična sestava po popisu iz leta 2002 | Etnična sestava po popisu iz leta 2002 | Etnična sestava po popisu iz leta 2002 |
| -------------------------------------- | -------------------------------------- | -------------------------------------- | -------------------------------------- | -------------------------------------- |
| Srbi                                   | Srbi                                   |                                        | 894                                    | 97,06%                                 |
| Hrvati                                 | Hrvati                                 |                                        | 1                                      | 0,10%                                  |
| Romi                                   | Romi                                   |                                        | 1                                      | 0,10%                                  |
| Madžari                                | Madžari                                |                                        | 1                                      | 0,10%                                  |
| Makedonci                              | Makedonci                              |                                        | 1                                      | 0,10%                                  |
| Jugoslovani                            | Jugoslovani                            |                                        | 1                                      | 0,10%                                  |
| Neznano                                | Neznano                                |                                        | 20                                     | 2,17%                                  |